# نادي الجيل موسم 2014–15
شاركَ نادي الجيل في دوري الدرجة الأولى السعودي 2014–15 حيثُ خاض 30 مباراةً نجحَ خلالها في حصدِ 42 نقطة وهو ما مكّنه من احتلالِ المركز الخامس في جدول ترتيب الدوري خلف نادي الطائي الذي حلَّ خامسًا بـ 49 نقطة بفارقِ 7 نقاطٍ عن النادي الأحسائي.

## نظرة عامّة
| المنافسة                   | أول مباراة       | آخر مباراة          | الدور الافتتاحي | المركز النهائي | السجل | السجل | السجل | السجل | السجل | السجل | السجل | السجل   |
| المنافسة                   | أول مباراة       | آخر مباراة          | الدور الافتتاحي | المركز النهائي | لعب   | ف     | ت     | خ     | له    | عليه  | ف.أ.  | الفوز % |
| -------------------------- | ---------------- | ------------------- | --------------- | -------------- | ----- | ----- | ----- | ----- | ----- | ----- | ----- | ------- |
| دوري الدرجة الأولى السعودي | 15 آب/أغسطس 2014 | 20 نيسان/أبريل 2015 | الجولة الأولى   | المركز الخامس  | 30    | 12    | 6     | 12    | 42    | 40    | +2    | 040٫00  |
| كأس خادم الحرمين الشريفين  | –                | –                   | –               | –              | 0     | 0     | 0     | 0     | 0     | 0     | +0    | —       |
| المجموع                    | المجموع          | المجموع             | المجموع         | المجموع        | 30    | 12    | 6     | 12    | 42    | 40    | +2    | 040٫00  |

المصدر: المنافسات

### حصيلة النتائج
| الفريق ╲ الجولة | 1 | 2 | 3 | 4 | 5 | 6 | 7 | 8 | 9 | 10 | 11 | 12 | 13 | 14 | 15 | 16 | 17 | 18 | 19 | 20 | 21 | 22 | 23 | 24 | 25 | 26 | 27 | 28 | 29 | 30 |
| --------------- | - | - | - | - | - | - | - | - | - | -- | -- | -- | -- | -- | -- | -- | -- | -- | -- | -- | -- | -- | -- | -- | -- | -- | -- | -- | -- | -- |
| نادي الجيل      | D | D | W | L | L | D | W | W | W | W  | W  | D  | W  | W  | L  | L  | W  | D  | L  | W  | L  | W  | L  | L  | L  | W  | D  | L  | L  | L  |

#### ملخص النتائج
| شامل | شامل | شامل | شامل | شامل | شامل | شامل | شامل | على أرضه | على أرضه | على أرضه | على أرضه | على أرضه | على أرضه | خارج أرضه | خارج أرضه | خارج أرضه | خارج أرضه | خارج أرضه | خارج أرضه |
| لعب  | ف    | ت    | خ    | أ.ل  | أ.ع  | ف.أ  | ن    | ف        | ت        | خ        | أ.ل      | أ.ع      | ف.أ      | ف         | ت         | خ         | أ.ل       | أ.ع       | ف.أ       |
| ---- | ---- | ---- | ---- | ---- | ---- | ---- | ---- | -------- | -------- | -------- | -------- | -------- | -------- | --------- | --------- | --------- | --------- | --------- | --------- |
| 30   | 12   | 6    | 12   | 42   | 40   | +2   | 42   | 8        | 3        | 4        | 27       | 17       | +10      | 4         | 3         | 8         | 15        | 23        | −8        |

## الدوري

### معلومات عامّة
بداية الموسم
بدأ الجيلُ موسمه الكرويّ 2014–15 بتعادلٍ إيجابيّ (1 – 1) أمامَ القادسية في الأحساء يوم الخامس عشر من آب/أغسطس 2014، ثم تلاها تعادلٌ هو الثاني على التوالي في الجولة الثانيّة أمام المجزل بهدفٍ لمثله أيضًا في مدينة المجمعة الرياضية. انتفضَ الجيلُ في الجولة الثالثة فحقَّق أول انتصارٍ له في الدوري على حسابِ نادي الدرعية بـ 3 مقابل 1 في ملعب الأمير عبد الله بن جلوي.
أول سقوطٍ للفريق الأحسائي جاءَ في الجولة الرابعة أمام نادي النهضة في الدمام بـ 2 – 1، ثمّ تلتها هزيمةٌ هي الثانيّة على التوالي في الجولة الخامسة أمام نادي الباطن بـ 2 – 1 أيضًا. أوقف الجيل مسلسل هزائمهِ حينما تعادلَ في الجولة السادسة أمام نادي الحزم في مدينةِ الأحساء بهدفٍ لمثله في الثامن عشر من أيلول/سبتمبر 2014.
انتفضَ الجيلُ في الجولة السابعة ضدّ حطين ففازَ عليهِ بـ 2 – 0، ثم حقّق انتصارًا ثانيًا في الجولة الثامنة على حِساب نادي الرياض بـ 2 – 1 في استاد الأمير تركي بن عبد العزيز. واصلَ الجيل سلسلة انتصاراتهِ فحقَّق انتصارًا ثالثًا على التوالي في الجولة التاسعة أمام نادي الوطني، ثمّ ختم بداية موسمهِ بانتصار هو الرابع تواليًا وكان هذه المرّة على حسابِ الوحدة في معقلِ هذا الأخير بهدفينِ مقابل واحد.
في 10 مبارياتٍ لعبها الجيل في بداية موسمهِ الكروي في دوري الدرجة الأولى، حقَّقَ الفريقُ الأحسائي خمس انتصاراتٍ وتعادل في ثلاثٍ بينما هُزم في مبارتين فقط. مكّنته مجموعة النتائج الإيجابيّة هذه من حصدِ 18 نقطة مُنصّبًا نفسه بذلك منافسًا على لقب الدوري.
منتصف الموسم
أكمل الجيلُ سلسلة انتصاراتهِ التي بدأها قبل 4 أسابيع فحقّق انتصارًا هو الخامس على التوالي في الجولة الحادية عشر ضدّ نادي الفيحاء في المجمعة. تعثَّر الجيلُ في الجولة الثانيّة عشر حينما سقطَ في فخّ التعادل أمام أبها، لكنّه عاد لتداركِ الأمور حينما انتصرَ في الجولة الثالثة عشر على الصفا بثلاثية نظيفة في الأحساء.
واصلَ النادي الأحسائي سلسلة نتائجهِ الإيجابيّة بانتصارٍ على الطائي بهدفٍ نظيفٍ في الجولة الرابعة عشر. عاد الجيل لعثراتهِ حينما خسر أمام الاتفاق في الأحساء بـ 2 – 1 في الجولة الخامسة عشر. لم يكد الفريق الأحسائي يستيقظُ من كبوة الخسارة الماضيّة حتى وقعَ في ثانيّة في الجولة السادسة عشر أمامَ القادسيّة بثنائية نظيفة. انتفضَ الفريق السماوي في الجولة المواليّة فنجحَ في تحقيقِ انتصارٍ مهمٍ على المجزل بثلاثة أهداف مقابل واحد.
عاد الجيل للمسار الصحيح فعاد بنقطة ثمينة من ميدانِ نادي الدرعية في الرياض بعد تعادلٍ إيجابي بهدفٍ لمثله. أوقفَ نادي النهضة القادم من الخبر سلسلة النتائج الحَسنة لنادي الجيل بعدما تغلَّب عليهِ في ملعبه بالأحساء بهدفينِ مقابل واحد. أثرت هزيمة النهضة في مشوارِ الجيل فسقط من جديدٍ أمامَ الحزم في الرس بثنائيّة نظيفة في الجولة الحادية والعشرين بعدما أُجّلت مباراة الفريق الأحسائي مع نادي الباطن ضمن مباريات الجولة العشرين إلى وقتٍ لاحقٍ.
تراجعَت نتائجُ الجيل نوعًا ما مقارنةً لتلك التي حقّقها في بداية الموسم، فمن أصلِ 10 مباريات لعبها في منتصف الموسم نجحَ الجيل في حصدِ 14 نقطة وذلك بعدما فازَ في أربع مبارياتٍ وتعادل في اثنينِ لكنّه خسر أربع مبارياتٍ أخرى، وهو ما جعله يتراجعُ قليلًا في سلَّم ترتيب الدوري مقابل صعور وتقدم فرق أخرى على غِرار نادييْ القادسية والوحدة.
نهاية الموسم
دخل الجيل مباراتهِ العشرين في الدوري وعينهُ على تحقيقِ مزيدٍ من النتائج الإيجابيّة، فتدارك الأمر ولو مؤقتًا في الجولة الثانية والعشرين حينما تغلَّب على نادي حطين بثنائية نظيفة في ملعبِ الأول بمدينة جازان. لم ينتظر الجيل طويلًا حتى عاد لدوامة الخسائر حينما انتصر عليهِ نادي الرياض بـ 2 – 1 في الجولة الثالثة والعشرين.
دخل الجيل فعليًا في دوامةٍ من النتائج السلبيّة، حيثُ خسر مباراة الوطني بثلاثيّة نظيفة في الجولة الرابعة والعشرين، ثمّ أعقبها خسارةٌ هي الثالثة تواليًا للفريق وكانت أمامَ نادي الوحدة هذه المرّة. تمكّن الجيلُ أخيرًا من كسرِ سلسلةِ نتائجه السلبيّة وخساراته المتتاليّة عبر انتصارٍ مهمٍ حقّقه في الجولة السادسة والعشرين على حِساب الفيحاء، ثمّ تعادل بعدها النادي الأحسائي أمام نادي أبها بهدفين لمثلهما.
خاض الجيل مباراة الجولة العشرين المؤجّلة أمام نادي الباطن على ملعب الأمير عبد الله بن جلوي ونجحَ في الخروج منها بثلاث نقاطٍ كاملة، لكنّه عثر في آخر ثلاث جولاتٍ من الدوري وهو ما أثَّر بشكل كبيرٍ على فرصة ظفرهِ بمركزٍ مؤهِّلٍ لدوري المحترفين. كانت الخسارة الأولى أمامَ نادي الصفا بـ 4 – 1 في الواحد والعشرين من آذار/مارس 2015، ثم جاءت الخسارة الثانيّة داخل الديار بـ 4 – 2 أمام الطائي، بينما كانت الخسارة الثالثة تواليًا في آخر جولةٍ في الدوري على يدِ الاتفاق بهدفٍ نظيفٍ.
في 10 جولاتٍ لعبها الجيل، تمكّن من تحقيقِ الفوز في ثلاث مبارياتٍ وتعادل في واحدة لكنّه خسر ستّ مبارياتٍ كاملةٍ ليجمعَ بذلك 10 نقاطٍ فقط من أصل 30 ممكنة وهو ما ضيَّع عليهِ فرصة المنافسة على مراكز متقدمة في جدول الترتيب.

### قائمة المباريات
| 15 أغسطس 2014 1 | الجيل | 1 – 1 | القادسية | الأحساء                              |
| 15:55           |       |       |          | الملعب: ملعب الأمير عبد الله بن جلوي |

| 26 أغسطس 2014 2 | المجزل | 1 – 1 | الجيل | المجمعة                        |
| 16:05           |        |       |       | الملعب: مدينة المجمعة الرياضية |

| 30 أغسطس 2014 3 | الجيل | 3 – 1 | الدرعية | الأحساء                              |
| 15:40           |       |       |         | الملعب: ملعب الأمير عبد الله بن جلوي |

| 05 سبتمبر 2014 4 | النهضة | 2 – 1 | الجيل | الدمام                          |
| 15:35            |        |       |       | الملعب: ملعب الأمير محمد بن فهد |

| 13 سبتمبر 2014 5 | الباطن | 2 – 1 | الجيل | حفر الباطن               |
| 13:00            |        |       |       | الملعب: ملعب نادي الباطن |

| 18 سبتمبر 2014 6 | الجيل | 1 – 1 | الحزم | الأحساء                              |
| 15:20            |       |       |       | الملعب: ملعب الأمير عبد الله بن جلوي |

| 27 سبتمبر 2014 7 | الجيل | 2 – 0 | حطين | الأحساء                              |
| 15:10            |       |       |      | الملعب: ملعب الأمير عبد الله بن جلوي |

| 10 أكتوبر 2014 8 | الرياض | 1 – 2 | الجيل | الرياض                                  |
| 13:40            |        |       |       | الملعب: استاد الأمير تركي بن عبد العزيز |

| 15 أكتوبر 2014 9 | الجيل | 1 – 0 | الوطني | الأحساء                              |
| 13:20            |       |       |        | الملعب: ملعب الأمير عبد الله بن جلوي |

| 25 أكتوبر 2014 10 | الجيل | 2 – 1 | الوحدة | الأحساء                              |
| 13:10             |       |       |        | الملعب: ملعب الأمير عبد الله بن جلوي |

| 30 أكتوبر 2014 11 | الفيحاء | 1 – 3 | الجيل | المجمعة                        |
| 12:25             |         |       |       | الملعب: مدينة المجمعة الرياضية |

| 07 نوفمبر 2014 12 | أبها | 1 – 1 | الجيل | أبها                             |
| 13:45             |      |       |       | الملعب: ملعب سلطان بن عبد العزيز |

| 27 نوفمبر 2014 13 | الجيل | 3 – 0 | الصفا | الأحساء                              |
| 10:50             |       |       |       | الملعب: ملعب الأمير عبد الله بن جلوي |

| 04 ديسمبر 2014 4 | الطائي | 0 – 1 | الجيل | حائل                                              |
| 11:20            |        |       |       | الملعب: مدينة الأمير عبد العزيز بن مساعد الرياضية |

| 13 ديسمبر 2014 15 | الجيل | 1 – 2 | الاتفاق | الأحساء                              |
| 10:50             |       |       |         | الملعب: ملعب الأمير عبد الله بن جلوي |

| 18 ديسمبر 2014 16 | القادسية | 2 – 0 | الجيل | الخبر                                      |
| 10:55             |          |       |       | الملعب: مدينة الأمير سعود بن جلوي الرياضية |

| 26 ديسمبر 2014 17 | الجيل | 3 – 1 | المجزل | الأحساء                              |
| 10:55             |       |       |        | الملعب: ملعب الأمير عبد الله بن جلوي |

| 02 يناير 2015 18 | الدرعية | 1 – 1 | الجيل | الرياض                                  |
| 11:15            |         |       |       | الملعب: استاد الأمير تركي بن عبد العزيز |

| 17 يناير 2015 19 | الجيل | 1 – 2 | النهضة | الأحساء                              |
| 11:10            |       |       |        | الملعب: ملعب الأمير عبد الله بن جلوي |

| 30 يناير 2015 21 | الحزم | 2 – 0 | الجيل | الرس               |
| 11:40            |       |       |       | الملعب: ملعب الحزم |

| 06 فبراير 2015 22 | حطين | 0 – 2 | الجيل | جازان                             |
| 12:00             |      |       |       | الملعب: مدينة الملك فيصل الرياضية |

| 13 فبراير 2015 23 | الجيل | 1 – 2 | الرياض | الأحساء                              |
| 11:25             |       |       |        | الملعب: ملعب الأمير عبد الله بن جلوي |

| 21 فبراير 2015 24 | الوطني | 3 – 0 | الجيل | تبوك                                  |
| 12:20             |        |       |       | الملعب: ملعب الملك خالد بن عبد العزيز |

| 28 فبراير 2015 25 | الوحدة | 2 – 1 | الجيل | مكة                           |
| 12:15             |        |       |       | الملعب: ملعب الملك عبد العزيز |

| 05 مارس 2015 26 | الجيل | 1 – 0 | الفيحاء | الأحساء                              |
| 11:35           |       |       |         | الملعب: ملعب الأمير عبد الله بن جلوي |

| 13 مارس 2015 27 | الجيل | 2 – 2 | أبها | الأحساء                              |
| 11:35           |       |       |      | الملعب: ملعب الأمير عبد الله بن جلوي |

| 17 مارس 2015 20 | الجيل | 3 – 0 | الباطن | الأحساء                              |
| 11:35           |       |       |        | الملعب: ملعب الأمير عبد الله بن جلوي |

| 21 مارس 2015 28 | الصفا | 4 – 1 | الجيل | صفوى                    |
| 14:30           |       |       |       | الملعب: ملعب نادي الصفا |

| 10 أبريل 2015 29 | الجيل | 2 – 4 | الطائي | الأحساء                              |
| 17:30            |       |       |        | الملعب: ملعب الأمير عبد الله بن جلوي |

| 20 أبريل 2015 30 | الاتفاق | 1 – 0 | الجيل | الدمام                          |
| 17:30            |         |       |       | الملعب: ملعب الأمير محمد بن فهد |

### إحصائيات
- سجّل الجيل 42 هدفًا (بمعدل 1.4 في كلّ مباراة) بينما تلقّت شباكه 40 هدفًا (بمعدل 1.33 في كل مباراة).
  - سجّل الجيل 27 هدفًا في المباريات التي خاضها على أرضيّة ملعبه بينما تلقَّى 17 هدفًا.
  - سجّل الجيل 15 هدفًا خارج دياره وتلقَّى في مقابل ذلك 23 هدفًا.
- خسر الجيل ثلاث مباريات على التوالي في مناسبتينِ، الأولى من الجولة الثالثة والعشرين إلى الخامسة والعشرين، والثانيّة من الجولة الثامنة والعشرين حتى الجولة الثلاثين.
  - حقَّقَ الجيل خمس انتصاراتٍ على التوالي، من الجولة السابعة حتى الحاديّة عشر.
- أكبر انتصارٍ حقّقه نادي الجيل في الموسم الكرويّ 2014–15 كان على حسابِ نادي الصفا بثلاثية نظيفة في الجولة الثالثة عشر من الدوري، كما فاز بنفس النتيجة في الجولة العشرين على حِساب الباطن.
  - أكبر خسارة تعرّض لها الجيل في الدوري كانت في الجولة الثامنة والعشرين حينما هُزم على يدِ الصفا بأربعة أهداف مقابل واحد.

## كأس الملك

### معلومات عامة
شاركَ نادي الجيل في كأس خادم الحرمين الشريفين 2014 لكنّه غادره مبكّرًا حيثُ أُقصي منذُ الجولة الأولى (دور الـ 32) حينما خسر أمام الفتح بـ 2 – 1 في المباراة التي أُقيمت على ملعب الأمير عبد الله بن جلويّ بمدينة الأحساء.

### قائمة المباريات
هذه هي المباراة الوحيدة التي شاركَ فيها نادي الجيل في إطار مباريات كأس خادم الحرمين الشريفين.
| 02 ديسمبر 2013 دور الـ 32 | الجيل | 1 – 2 | الفتح | الأحساء                              |
| 16:00                     |       |       |       | الملعب: ملعب الأمير عبد الله بن جلوي |

### إحصائيات
- خاض نادي الجيل مباراة واحدة فقط في مسابقة كأس خادم الحرمين الشريفين وقد خسرها لحسابِ نادي الفتح.
- سجّل الجيل هدفًا وحيدًا في المباراة الواحدة التي لعبها، بينما تلقَّى هدفينِ من منافسهِ الفتحاوي.

## كأس ولي العهد

### معلومات عامة
شاركَ نادي الجيل في كأس وليّ العهد 2014–15 لكنّه غادره مبكّرًا حيثُ أُقصي منذُ الجولة الأولى (دور الـ 32) حينما خسر أمام العروبة بثلاثيّة نظيفة في المباراة التي أُقيمت على ملعب نادي العروبة في الواحد والعشرين من آب/أغسطس 2014.

### قائمة المباريات
هذه هي المباراة الوحيدة التي شاركَ فيها نادي الجيل في إطار مباريات كأس وليّ العهد.
| 21 أغسطس 2014 دور الـ 32 | العروبة | 3 – 0 | الجيل | سكاكا                     |
| 16:20                    |         |       |       | الملعب: ملعب نادي العروبة |

### إحصائيات
- خاض نادي الجيل مباراة واحدة فقط في مسابقة كأس وليّ العهد السعودي وقد خسرها لحسابِ نادي العروبة.
- لم يتمكّن الجيل من تسجيلِ أيّ هدفٍ في المباراة الواحدة التي لعبها، بينما تلقَّى ثلاثة أهدافٍ من منافسهِ العروبة.